# 2015-ös ABU Rádiós Dalfesztivál
A 2015-ös ABU Rádiós Dalfesztivál volt a harmadik ABU Rádiós Dalfesztivál, melyet a mianmari Rangunban rendeztek meg. A versenyre 2015. május 29-én került sor. A pontos helyszín a Ranguni Nemzeti Színház volt.

## A helyszín és a verseny
A versenynek a mianmari Rangun adott otthont. A pontos helyszín a Ranguni Nemzeti Színház volt, mely több, mint 1 000 fő befogadására alkalmas.
Ettől az évtől kezdve, a kétéves rendezéssel ellentétben, a dalfesztivál egy évente rendezett műsor, a TV-s Dalfesztiválhoz hasonlóan.

## A résztvevők
Először vett részt a dalfesztiválon a Maldív-szigetek és Mianmar (mely egyben házigazda is volt), egy kihagyott év után pedig visszatért Indonézia és Vietnám.
Az előzetes bejelentéssel ellentétben nem vett részt viszont az előző év házigazdája, Srí Lanka, továbbá Ausztrália, Irán, Malajzia és Pakisztán első alkalommal nem képviseltette magát a rendezvényen. Utóbbi kettő eredetileg részt vett volna. Pakisztán az előadó egyéb elfoglaltságaira hivatkozva lépett vissza.
Eredetileg Palesztina is debütált volna, de a fesztivál napján vált hivatalossá, hogy nem vesznek részt. Visszalépésük okán a házigazda országban a muszlimokkal való rossz bánásmódra hivatkoztak.
Így összesen tíz ország tizenhárom dala vett részt Mianmarban. Az országok száma megegyezett az előző év létszámával, a dalok száma pedig az eddigi legalacsonyabb létszám volt.

## Térkép

Részt vevő országok
Országok, melyek korábban részt vettek, de ebben az évben nem

## Előválogató
| Ország          | Nyelv                   | Előadó                                        | Dal                     | Magyar fordítás                  | Eredmény     |
| --------------- | ----------------------- | --------------------------------------------- | ----------------------- | -------------------------------- | ------------ |
| Brunei          | maláj                   | Dila                                          | Aku milik orang         | Tartozom az emberekhez           | Továbbjutott |
| Dél-Korea       | koreai                  | Csevon Csung                                  | View                    | Nézet                            | Továbbjutott |
| India           | angol                   | Padavi Deshmukh                               | Voice of Women          | A nők hangja                     | Kiesett      |
| India           | hindi                   | Peepal Tree                                   | Nayi khushi             | Új öröm                          | Továbbjutott |
| Indonézia       | indonéz, angol          | Billy Talahatu                                | Harmonize of the Soul   | A lélek harmonizálása            | Továbbjutott |
| Indonézia       | indonéz                 | Sisca Christin Dama                           | Selangkah lebih dekat   | A lépéssel közelebb              | Kiesett      |
| Malajzia        | maláj                   | Rasyidah Abd Rahim                            | Selingkuh kasih         | Csaló szerelem                   | Továbbjutott |
| Maldív-szigetek | maldív                  | Zing Band                                     | Khiyaar                 | Lehetőség                        | Kiesett      |
| Maldív-szigetek | maldív                  | Moosa Mausoof                                 | Farima                  |                                  | Továbbjutott |
| Mianmar         | burmai                  | Min Theik Di, Ko Linn és May Ingyin Thaw      | Peaceful Earth          | Békés Föld                       | Továbbjutott |
| Mianmar         | burmai                  | Jewel & Eastern                               | Mingalar bar            | Legyenek jó dolgaitok            | Továbbjutott |
| Pakisztán       | urdu                    | Shakeel Mahota                                | Pakistan tu meri jaan   | Pakisztán az életem              | Továbbjutott |
| Palesztina      | arab                    | Dalal Abu Amneh                               | Beredak                 | A tiéd                           | Továbbjutott |
| Srí Lanka       | angol, szingaléz, tamil | Shadir Ahmed és Wishmi Tharusha Hettiarachchi | Celebrate Us (Children) | Ünnepeljetek minket (gyerekeket) | Továbbjutott |
| Szingapúr       | maláj                   | Sufie Rashid                                  | Tiada pengganti         | Nem helyettesíthető              | Továbbjutott |
| Thaiföld        | thai                    | Jack’s Fruit Band                             | Ban khong rao           | Otthonom                         | Továbbjutott |
| Vietnám         | vietnámi                | Đinh Thị Thành Lê                             | Nguyên tài tuệ          | A part mentén                    | Továbbjutott |

## Élő adás
| #  | Ország          | Nyelv          | Előadó                                   | Dal                   | Magyar fordítás        |
| -- | --------------- | -------------- | ---------------------------------------- | --------------------- | ---------------------- |
| 01 | Mianmar         | burmai         | Jewel & Eastern                          | Mingalar bar          | Legyenek jó dolgaitok  |
| 02 | Brunei          | maláj          | Dila                                     | Aku milik orang       | Tartozom az emberekhez |
| 03 | India           | hindi          | Peepal Tree                              | Nayi khushi           | Új öröm                |
| 04 | Indonézia       | indonéz, angol | Billy Talahatu                           | Harmonize of the Soul | A lélek harmonizálása  |
| 05 | Dél-Korea       | koreai         | Csevon Csung                             | View                  | Nézet                  |
| 06 | Maldív-szigetek | maldív         | Moosa Mausoof                            | Farima                |                        |
| 07 | Szingapúr       | maláj          | Sufie Rashid                             | Tiada pengganti       | Nem helyettesíthető    |
| 08 | Mianmar         | burmai         | Min Theik Di, Ko Linn és May Ingyin Thaw | Peaceful Earth        | Békés Föld             |
| 09 | Thaiföld        | thai           | Jack’s Fruit Band                        | Ban khong rao         | Otthonom               |
| 10 | Vietnám         | vietnámi       | Đinh Thị Thành Lê                        | Nguyên tài tuệ        | A part mentén          |

## Közvetítés
- Brunei – Radio Televisyen Brunei (RTB)
- Dél-Korea – Korean Broadcasting System (KBS)
- India – Doordarshan (DD)
- Indonézia – Televisi Republik Indonesia (TVRI)
- Maldív-szigetek – Television Maldives (TVM)
- Mianmar – Myanmar Radio and Television (MRTV)
- Szingapúr – MediaCorp
- Thaiföld – National Broadcasting Services of Thailand (NBST)
- Vietnám – Vietnam Television (VTV)